# Rochester, Indiana
Rochester är en stad i den amerikanska delstaten Indiana med en yta av 14,7 km² och en folkmängd som uppgår till 6 218 invånare (2010). Rochester är administrativ huvudort i Fulton County, Indiana.

## Kända personer från Rochester
- Nicole Anderson, skådespelare
- Otis R. Bowen, politiker, föddes i närheten av staden
- Elmo Lincoln, skådespelare